# Notwendige Arbeit
Der Begriff Notwendige Arbeit bezeichnet in der Kritik der politischen Ökonomie von Karl Marx den Teil der Arbeit, den der Lohnarbeiter im Produktionsprozess benötigt, um ein Äquivalent für seinen Lohn zu erarbeiten. Daher wird die „notwendige Arbeit“ auch als „bezahlte Arbeit“ bezeichnet. Da der Kapitalist den Lohnarbeiter aber darüber hinaus weiter arbeiten lässt, weil er ihn ja für einen vollen Arbeitstag gekauft hat, produziert dieser in der übrigen Arbeitszeit durch seine unbezahlte Mehrarbeit den Mehrwert. Der Arbeiter hat dabei keine Wahl, denn da er keine Produktionsmittel besitzt, bleibt ihm nur der Verkauf seiner Arbeitskraft als Mittel zum Lebensunterhalt. Dies ist die individuelle Seite der „notwendigen Arbeit“.
Die notwendige Arbeit ist ein Teil des Arbeitstages. Sie ist zu unterscheiden von der gesellschaftlich notwendigen Arbeitszeit, die sich nicht auf den Arbeitstag bezieht, sondern auf das Produkt des Arbeitsprozesses. Sie ist der Arbeitswert einer Ware. 
Jede Gesellschaftsformation muss ein gewisses Maß an notwendiger Arbeit leisten, um sich zu reproduzieren. In der Kritik des Gothaer Programms thematisiert Marx die gesellschaftliche Seite der notwendigen Arbeit im Sozialismus. Dazu gehört unter anderem das Anlegen eines Vorrats von landwirtschaftlichen Produkten für den Fall von Missernten, Bildungseinrichtungen, Sozialversorgung, die Steigerung der Produktivkräfte usw.